# Beats Pill+
Beats Pill+ è un'applicazione sviluppata dalla Apple Inc. per il sistema operativo iOS e Android. Essa permette di gestire e controllare gli altoparlanti Beats Pill+ via Bluetooth, come i vari controlli audio, il livello di carica e attivare la modalità stereo tra due altoparlanti. L'applicazione è stata pubblicata ufficialmente il 29 ottobre 2015.

## Funzionalità
L'applicazione offre la possibilità di gestire uno o più altoparlanti Beats Pill+ attraverso tre modalità:
- DJ, che permette di controllare la traccia audio da due sorgenti Bluetooth;
- Amplifica, che permette raddoppiare il volume della traccia grazie all'aggiunta di un secondo altoparlante;
- Stereo, che permette di impostare due altoparlanti in modo tale da riprodurre la traccia audio nella modalità stereo.